# Endrunde der Deutschen Mannschaftsmeisterschaft im Schach 1959
Die Endrunde der Deutschen Mannschaftsmeisterschaft im Schach 1959 fand vom 4. bis 6. Dezember 1959 in der ostwestfälischen Stadt Minden in Nordrhein-Westfalen statt.
Es traten die Berliner Schachgesellschaft 1827 Eckbauer e. V., der Hannoverscher Schachklub von 1876 e. V., der Münchener Schachklub von 1836 und die die Schachabteilung des Polizei-Sportvereins Wuppertal e. V. im Finale der 13. Westdeutschen Mannschaftsmeisterschaft 1959 in Minden an. Es wurde ein Rundenturnier ausgetragen. Turnierleiter war Willi Fohl.

## Erste Runde
|   | Wuppertal        | München            | 5,5:2,5 |
| - | ---------------- | ------------------ | ------- |
| 1 | Georg Kieninger  | Wolfgang Unzicker  | remis   |
| 2 | Karl-Willi Behle | Ralf Scheipl       | 1:0     |
| 3 | Dieter Hottes    | Günter Maier       | 1:0     |
| 4 | Hans Besser      | Gerd Rinder        | remis   |
| 5 | Johannes Eising  | Josef Steger       | 0:1     |
| 6 | Werner Nicolai   | Paul Kieninger     | 1:0     |
| 7 | Immo Engert      | Paul Gerner        | remis   |
| 8 | Rudolf Franck    | Heinz de Carbonnel | 1:0     |

|   | Berlin              | Hannover               | 3,5:4,5 |
| - | ------------------- | ---------------------- | ------- |
| 1 | Hans Peter Lohsse   | Richard Czaya          | remis   |
| 2 | Wolfram Bialas      | Manfred Heilemann      | remis   |
| 3 | Hartmut Kauder      | Dieter Stern           | 0:1     |
| 4 | Edmund Budrich      | Heinz Hohlfeld         | 0:1     |
| 5 | Paul Roesner        | Peter Werner           | 0:1     |
| 6 | Alfred Kinzel       | Werner Wolfgang Peters | remis   |
| 7 | Rüdiger von Saldern | Herbert Schaller       | 1:0     |
| 8 | Eichner             | Hermann Pöhl           | 1:0     |

## Zweite Runde
|   | München            | Hannover               | 5,0:3,0 |
| - | ------------------ | ---------------------- | ------- |
| 1 | Wolfgang Unzicker  | Richard Czaya          | remis   |
| 2 | Ralf Scheipl       | Manfred Heilemann      | remis   |
| 3 | Günter Maier       | Dieter Stern           | 0:1     |
| 4 | Gerd Rinder        | Heinz Hohlfeld         | 1:0     |
| 5 | Josef Steger       | Heinz-Wilhelm Dünhaupt | 1:0     |
| 6 | Paul Kieninger     | Peter Werner           | remis   |
| 7 | Heinz de Carbonnel | Hermann Pöhl           | remis   |
| 8 | Karlheinz Hoecht   | Werner Wolfgang Peters | 1:0     |

|   | Wuppertal        | Berlin              | 4,0:4,0 |
| - | ---------------- | ------------------- | ------- |
| 1 | Georg Kieninger  | Hans Peter Lohsse   | remis   |
| 2 | Karl-Willi Behle | Wolfram Bialas      | 0:1     |
| 3 | Dieter Hottes    | Hartmut Kauder      | remis   |
| 4 | Hans Besser      | Edmund Budrich      | 1:0     |
| 5 | Johannes Eising  | Paul Roesner        | remis   |
| 6 | Werner Nicolai   | Alfred Kinzel       | remis   |
| 7 | Immo Engert      | Rüdiger von Saldern | 1:0     |
| 8 | Rudolf Franck    | Eichner             | 0:1     |

## Dritte Runde
|   | Berlin              | München           | 2,5:5,5 |
| - | ------------------- | ----------------- | ------- |
| 1 | Hans Peter Lohsse   | Wolfgang Unzicker | 0:1     |
| 2 | Wolfram Bialas      | Ralf Scheipl      | 0:1     |
| 3 | Hartmut Kauder      | Günter Maier      | remis   |
| 4 | Edmund Budrich      | Gerd Rinder       | 1:0     |
| 5 | Paul Roesner        | Josef Steger      | 0:1     |
| 6 | Alfred Kinzel       | Paul Gerner       | 1:0     |
| 7 | Rüdiger von Saldern | Karlheinz Hoecht  | 0:1     |
| 8 | Eichner             | Otto Thiermann    | 0:1     |

|   | Hannover               | Wuppertal        | 5,5:2,5 |
| - | ---------------------- | ---------------- | ------- |
| 1 | Richard Czaya          | Georg Kieninger  | remis   |
| 2 | Manfred Heilemann      | Karl-Willi Behle | 1:0     |
| 3 | Dieter Stern           | Hans Besser      | 0:1     |
| 4 | Heinz Hohlfeld         | Dieter Hottes    | 1:0     |
| 5 | Heinz-Wilhelm Dünhaupt | Johannes Eising  | remis   |
| 6 | Peter Werner           | Werner Nicolai   | 1:0     |
| 7 | Hermann Pöhl           | Rudolf Franck    | 1:0     |
| 8 | Werner Wolfgang Peters | Immo Engert      | remis   |

## Kreuztabelle
|   | Verein    | 1   | 2   | 3   | 4   | Punkte |
| - | --------- | --- | --- | --- | --- | ------ |
| 1 | Hannover  |     | 3,0 | 5,5 | 4,5 | 13,0   |
| 2 | München   | 5,0 |     | 2,5 | 5,5 | 13,0   |
| 3 | Wuppertal | 2,5 | 5,5 |     | 4,0 | 12,0   |
| 4 | Berlin    | 3,5 | 2,5 | 4,0 |     | 10,0   |

Der erste Platz wurde nach Berliner Wertung entschieden.

## Die Meistermannschaft
| 1.            | Hannoverscher Schachklub von 1876 e. V. |
| Schachfiguren | Richard Czaya, Manfred Heilemann, Dieter Stern, Heinz Hohlfeld, Heinz-Wilhelm Dünhaupt, Peter Werner, Hermann Pöhl, Werner Wolfgang Peters, Herbert Schaller |